# Japanese Academy Award/Beste Kamera
Seit 1980 werden bei den Japanese Academy Awards die besten Kameraleute in der Kategorie Beste Kamera (japanisch 最優秀撮影賞 sai yūshū satsuei shō) geehrt. Zuvor wurden sie in der Kategorie Beste Technik ausgezeichnet, die 1979 zum zweiten und letzten Mal vergeben und daraufhin in mehrere Kategorien aufgespaltet wurde.
Das einzige Jahr, in dem vier statt fünf Filme nominiert waren, war 1987. Als Gewinner dieses Jahres ging Daisaku Kimura hervor, der mit insgesamt achtzehn Nominierungen und drei Siegen in dieser Kategorie der erfolgreichste Kameramann bei den Japanese Academy Awards ist. Ebenfalls dreimal, allerdings bei nur acht bzw. fünf Nominierungen, erhielten Mutsuo Naganuma und Sinsaku Himeda die Auszeichnung. Der am häufigsten Nominierte ohne Auszeichnung ist Yukio Isohata, der zwischen 1985 und 2001 fünfmal nominiert wurde.
Die Filme sind nach dem Jahr der Verleihung aufgeführt.

## Preisträger und Nominierte

### 1980–1989
| Jahr | Preisträger     | für den Film                            | Nominierungen |
| 1980 | Sinsaku Himeda  | Fukushū suruwa wareniari                | Kōzō Okazaki für Shodo satsujin: Musuko yo Setsuo Kobayashi für Ah! Nomugi toge Tatsuo Suzuki für Taiyo o nusunda otoko Takashi Kawamata für Haitatsu sarenai santsu no tegami                            |
| 1981 | Masahiko Iimura | 203 kochi                               | Daisaku Kimura für Fukkatsu no hi Takashi Kawamata für Furueru shita und Warui yatsura Sinsaku Himeda für Tempyo no iraka Kazue Nagatsuka für Zigeunerweisen                                              |
| 1982 | Shōhei Andō     | Schmutziger Fluß                        | Sinsaku Himeda für Der Dieb und die Geisha Daisaku Kimura für Eki Station Kazue Nagatsuka für Kageroza Shunichiro Nakao für Nihon no atsui hibi bōsatsu: Shimoyama jiken                                  |
| 1983 | Sinsaku Himeda  | Yūkai hōdō                              | Takashi Kawamata für Dōtonborigawa und Verdacht Daisaku Kimura für Kaikyō Kiyoshi Kitasaka für Die Todestreppe Fujio Morita für Kirūin Hanako no shōgai                                                   |
| 1984 | Fujio Morita    | Yokiro und Iga ninpūchō                 | Yoshimasa Hakata für Amagi goe Akira Shiizuka für Taro und Jiro in der Antarktis Masao Tochizawa für Die Ballade von Narayama Kiyoshi Hasegawa für Die Töchter des Hauses Makioka                         |
| 1985 | Kazuo Miyagawa  | MacArthurs Kinder                       | Shōhei Andō für Mahjong hōrōki Yukio Isohata für Ohan Yonezō Maeda für Beerdigungszeremonie Masahiko Iimura für Tengoku no eki                                                                            |
| 1986 | Yonezō Maeda    | Sorekara und Checkers in Tan Tan tanuki | Setsuo Kobayashi für Biruma no tatekoto Fujio Morita für Kai Daisaku Kimura für Ma no toki und Yasha Masaharu Ueda und Takao Saitō für Ran                                                                |
| 1987 | Daisaku Kimura  | Kataku no hito                          | Setsuo Kobayashi für Rokumeikan Hiroyuki Namiki und Etsuo Akutsu für Verschollen im Schnee Kazuo Miyagawa für Yari no gonza                                                                               |
| 1988 | Sinsaku Himeda  | Hotaru-gawa                             | Yukio Isohata für Eiga joyu Yonezō Maeda für Die Steuerfahnderin Setsuo Kobayashi für Die Legende von der Mondprinzessin Daisaku Kimura für Yogisha                                                       |
| 1989 | Akira Shiizuka  | Das Blut der Seidenstraße               | Daisaku Kimura für Hana no ran und Hanazono no meikyu Yoshitaka Sakamoto für Ijintachi tono natsu Tatsuo Suzuki für Kizu, Tomorrow – ashita und Marilyn ni aitai Takao Saitō und Kazutami Hara für Yushun |

### 1990–1999
| Jahr | Preisträger                   | für den Film                      | Nominierungen |
| 1990 | Takashi Kawamata              | Schwarzer Regen                   | Daisaku Kimura für A un und Gokudo no onna-tachi: San-daime ane Seizō Sengen für Orugoru, Ai to heisei no iro – Otoko, Kitchen und Juliet Game Fujio Morita für Rikyu, der Teemeister und Ni-ni-roku Masao Tochizawa für Der Tod eines Teemeisters                                                |
| 1991 | Shōhei Andō                   | Stachel des Todes                 | Yuji Okumura für Pod severnym siyaniyem Tatsuo Suzuki für Shonen jidai Yonezō Maeda für Ten to Chi to Masaharu Ueda und Takao Saitō für Akira Kurosawas Träume |
| 1992 | Masaharu Ueda und Takao Saitō | Rhapsodie im August               | Masahiro Kishimoto für Daiyukai Fujio Morita für Kagerō Tetsuo Takahane für Liebe braucht keine Worte Kōzō Okazaki für Sensō to seishun |
| 1993 | Mutsuo Naganuma               | O-Roshiya-koku suimu-dan          | Noritaka Sakamoto für Gekashitsu Daisaku Kimura für Kantsubaki und Tengoku no Taizai Fujio Morita für Onna goroshi abura no jigoku und Goh-hime Masahiko Iimura für Toki rakujitsu |
| 1994 | Masaharu Ueda und Takao Saitō | Madadayo und Niji no hashi        | Takeshi Hamada für Bokura wa minna ikiteiru Mutsuo Naganuma und Tetsuo Takahane für Gakko und Yume no onna Yoshitaka Sakamoto für Haruka, nosutarujii und Mizu no tabibito: Samurai kizzu Daisaku Kimura für Shin gokudo no onna-tachi: Kakugoshiiya und Waga ai no uta – Taki Rentaro monogatari |
| 1995 | Shigeru Ishihara              | Chushingura gaiden yotsuya kaidan | Katsuhiro Kato für Last Song Yasushi Sasakibara für Rampo Yukio Isohata für 47 Ronin Fujio Morita für Shinonomerō onna no ran |
| 1996 | Tatsuo Suzuki                 | Sharaku                           | Masao Tochizawa für Fukai kawa Masahiko Iimura für Himeyuri no tō Kazutami Hara für Kike wadatsumi no koe Last Friends Fujio Morita für Kura |
| 1997 | Naoki Kayano                  | Shall we dance?                   | Mutsuo Naganuma für Gakko II Noboru Shinoda für Yentown Daisaku Kimura für Waga kokoro no ginga tetsudo: Miyazawa Kenji monogatari Yukio Isohata für Yatsu haka-mura |
| 1998 | Daisaku Kimura                | Yukai                             | Kenji Takama für Radio-Zeit Hiroshi Takase für Shitsurakuen Yasushi Sasakibara für Tokyo biyori Shigeru Komatsubara für Der Aal |
| 1999 | Kōzō Shibazaki                | Ai o kou hito                     | Daisaku Kimura für Diary of Early Winter Shower Hideo Yamamoto für Hana-Bi Shigeru Komatsubara für Dr. Akagi Osamu Fujiishi für Odoru daisosasen |

### 2000–2009
| Jahr | Preisträger         | für den Film                      | Nominierungen |
| 2000 | Daisaku Kimura      | Poppoya                           | Tatsuo Suzuki für Fukuro no shiro Toyomichi Kurita für Tabu Yoshitaka Sakamoto für Kin'yū fushoku rettō: Jubaku Daisaku Kimura für Omocha                    |
| 2001 | Masaharu Ueda       | Nach dem Regen                    | Mutsuo Naganuma für 15-Sai: Gakko IV Yukio Isohata für Dora-heita Tatsuo Suzuki für Nagasaki burabura bushi Hideo Yamamoto für Whiteout                      |
| 2002 | Katsumi Yanagishima | Go                                | Daisaku Kimura für Hotaru Naoki Kayano für Onmyōji Toyoshi Tsuda für Reisei to jōnetsu no aida Tatsuo Suzuki für Sennen no koi: Hikaru Genji monogatari      |
| 2003 | Mutsuo Naganuma     | Samurai der Dämmerung             | Masaharu Ueda für Amida-do dayori Katsumi Yanagishima für Dolls Akira Sakoh für Ping Pong Yoshitaka Sakamoto für Totsunyūseyo! Asama sansō jiken             |
| 2004 | Katsumi Yanagishima | Zatoichi – Der blinde Samurai     | Nobuyasu Kita für Ashura no gotoku Takeshi Hamada für Der letzte Feldzug der Samurai Osamu Fujiishi für Odoru daisosasen 2 Tatsuo Suzuki für Spy Sorge       |
| 2005 | Noboru Shinoda      | Sekai no chūshin de, ai o sakebu  | Daisaku Kimura für Akai tsuki Takeshi Hamada für Blood & Bones Mutsuo Naganuma für Hanochi Mutsuo Naganuma für The Hidden Blade                              |
| 2006 | Kōzō Shibazaki      | Always san-chōme no yūhi          | Norimichi Kasamatsu für Bōkoku no īgisu Pin Bing Lee für Haru no yuki Nobuyasu Kita für Kita no zeronen Shinji Kugimiya für Semishigure                      |
| 2007 | Mutsuo Naganuma     | Love and Honor – Bushi no ichibun | Shoichi Ato für Kiraware Matsuko no Isshō Yoshitaka Sakamoto für Otoko-tachi no yamato Hideo Yamamoto für The Uchōten Hotel Hideo Yamamoto für Hula Girls    |
| 2008 | Takahiro Tsutai     | Bizan                             | Kōzō Shibazaki für Always zoku san-chōme no yūhi Naoki Kayano für Soredemo boku wa yattenai Daisaku Kimura für Tsukigami                                     |
| 2009 | Takeshi Hamada      | Nokan – Die Kunst des Ausklangs   | Mutsuo Naganuma für Kâbê Gen Kobayashi für Kuraimâzu hai Shôichi Atô, Atsushi Ozawa für Pako to mahô no ehon Kosuke Matsushima für Watashi wa kai ni naritai |

### 2010–2016
| Jahr | Preisträger               | für den Film                       | Nominierungen |
| 2010 | Ten no ki: Daisaku Kimura | Tsurugidake                        | Katsumi Yanagijima für Dear Doctor Mutsuo Naganuma für Shizumanu taiyô Takahide Shibanushi für iyon no tsuma Takahiro Tsutai für Zero no shôten                             |
| 2011 | Nobuyasu Kita             | 13 Assassins                       | Norimichi Kasamatsu für Akunin Kôichi Ishii für Hisshiken torisashi Atsushi Ozawa, Masakazu Ato für Geständnisse Masashi Chikamori für Otôto                                |
| 2012 | Junichi Fujisawa          | Yôkame no semi                     | Mutsuo Naganuma für Saigo no chuushingura Hideo Yamamoto für Sutekina kanashibari Norimichi Kasamatsu für Ooshikamura soudouki Osamu Fujiishi für Gaku                      |
| 2013 | Daisaku Kimura            | Kita no Kanaria Tachi              | Akiko Ashizawa für Waga Haha no Ki Motonobu Kiyoku und Shōji Ehara für Nobō no Shiro Takeshi Hamada für Tenchi Meisatsu Junichirō Hayashi für Anata e                       |
| 2014 | Norimichi Kasamatsu       | The Unforgiven                     | Mikiya Takimoto für Soshite Chichi ni Naru Masashi Chikamori für Tokyo Kazoku Takeshi Hamada für Rikyū ni Tazuneyo Junichi Fujisawa für Fune o Amu                          |
| 2015 | Kōzō Shibazaki            | Eternal Zero – Flight of No Return | Shōji Ueda und Hiroyuki Kitazawa für Higurashi no Ki Shigumamakoto für Kami no Tsuki Masashi Chikamori für Chīsai Ouchi Mutsuo Naganuma für Fushigi na Misaki no Monogatari |
| 2016 | Mikiya Takimoto           | Unsere kleine Schwester            | Takahide Shibanushi für Nihon no Ichiban Nagai Hi Masashi Chikamori für Haha to Kuraseba Tetsuo Nagata für Kainan 1890 Masakazu Fujisawa für Solomon no Gishō Zenpen Jiken  |